# Estación Terrena Córdoba

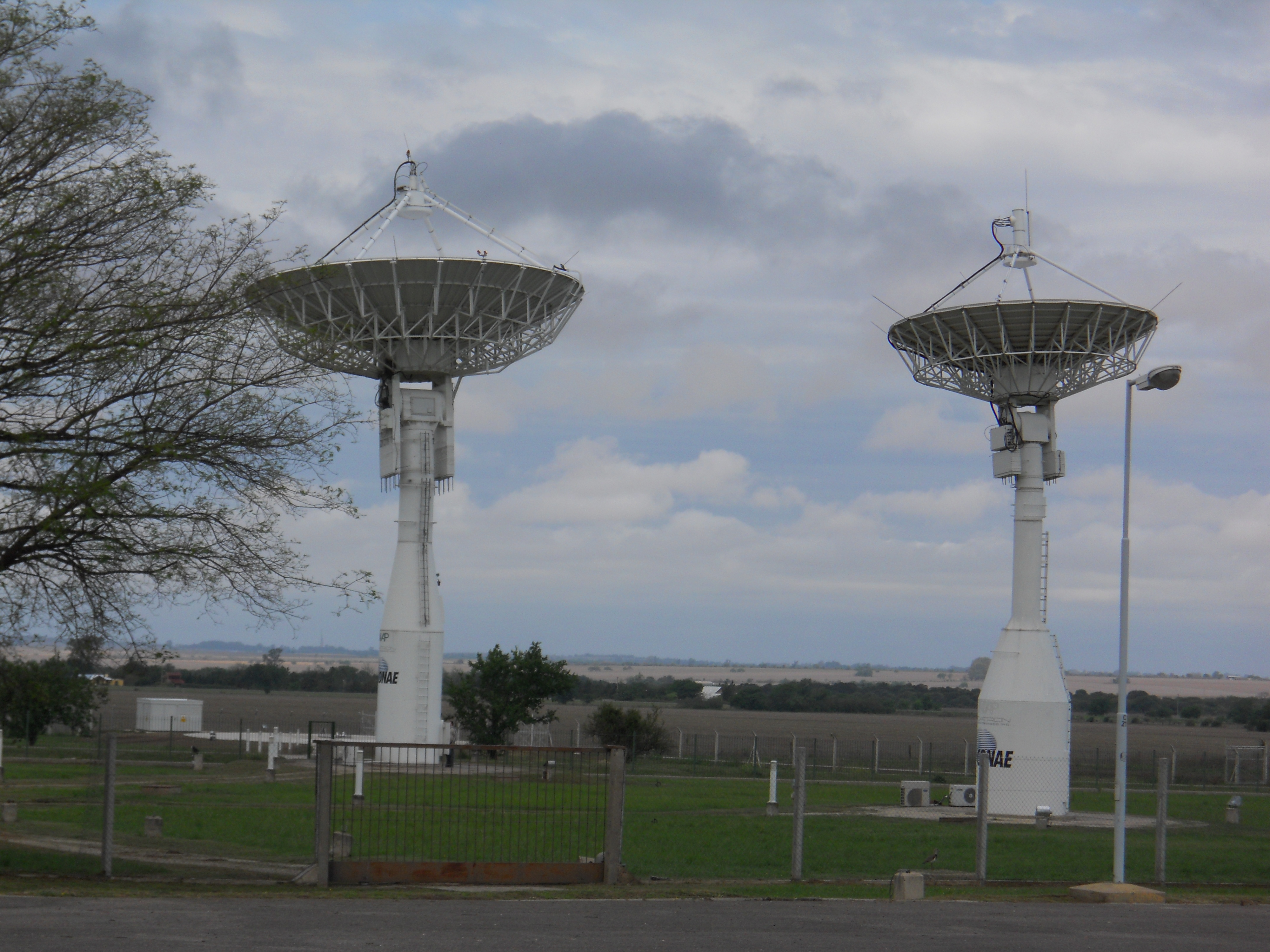
Antenas de la CONAE en la Estación Terrena

La Estación Terrena Córdoba (ETC) es una instalación perteneciente al Centro Espacial Teófilo Tabanera del CONAE. Efectúa la recepción para regular los datos satelitales del territorio nacional, la plataforma continental y los países limítrofes. También realiza la Telemetría, Telecomando y Control (TT&C) de los satélites de las misiones espaciales argentinas y de las internacionales con las que se acuerde este servicio.
Se encuentra ubicada a 30km de la ciudad de Córdoba.

Antena de la CONAE en la Estación Terrena de Córdoba, parte del Centro Espacial Teófilo Tabanera